# Francesco Ranieri Martinotti
Francesco Ranieri Martinotti(Roma, 10 de març de 1959) és un director de cinema i guionista italià.

## Biografia
Va guanyar el David di Donatello al millor director novell per la seva primera pel·lícula, Abissinia, una comèdia negra estrenada el 1993. El 1996, va participar en l'escriptura del guió de la primera pel·lícula de Fulvio Ottaviano, Cresceranno i carciofi a Mimongo, que també produeix. El 1999, va adaptar la novel·la Branchie de Niccolò Ammaniti que es va convertir en la pel·lícula homònima, que també va dirigir.
Després d'algunes participacions en documentals, va tornar al cinema i el 2006 va oferir a Alessandro Siani el seu primer paper cinematogràfic a la comèdia napolitana Ti lascio perché ti amo troppo, abans de trobar-lo a  'La seconda volta non si scorda mai, una nova comèdia es va estrenar el 2008. El 2009, va fundar el Festival France Odeon a Florència, un festival destinat a promocionar el cinema francès a Itàlia. Va formar part de la junta directiva de l'Acadèmia de Cinema Europeu del 2008 al 2010.
El 2012 va rodar un documental en homenatge a Furio Scarpelli. Per celebrar i 70 anys de l'Associazione Nazionale Autori Cinematografici, realitzat el 2021 el documental L'onda lunga. Storia extra-ordinaria di un'associazione on s'explica l'activitat de la primera i més important associació d'autors italians fundada per Zavattini, Amidei i altres mestres del cinema italià. El documental participa a la 39a edició del Festival de Cinema de Torí.
El 2022 dirigeix el documental Passione Cinema sobre la relació entre el cinema italià i francès amb Monica Bellucci, Fanny Ardant, Marco Bellocchio, Toni Servillo, Louis Garrel, Valeria Golino, Laura Morante, Valeria Bruni Tedeschi, Michel Hazanavicius. La pel·lícula es presenta en el marc del Focus Itàlia-França de la 79a Mostra Internacional de Cinema de Venècia amb la presència d'un testimoni excepcional: l'escriptor Emmanuel Carrère.

## Filmografia

### Director
- I taràssachi (1989)
- Singolo (1989)
- Overdose, (1990)
- Abissinia (1993)
- Branchie (1999)
- Un altro mondo è possibile (2001)
- Lettere dalla Palestina (2002)
- Ti lascio perché ti amo troppo (2006)
- La seconda volta non si scorda mai (2008)
- Il segreto d'Otello (2015)
- Barbieri d'Italia (2016)
- L'onda lunga. Storia extra-ordinaria di un'associazione (2021)
- Passione cinema (2022)

### Guionista
- I taràssachi (1989)
- Abissinia (1993)
- Cresceranno i carciofi a Mimongo de Fulvio Ottaviano (1996)
- Abbiamo solo fatto l'amore de Fulvio Ottaviano (1998)
- Il bambino sull'acqua dePaolo Bianchini - film TV (2005)
- Ti lascio perché ti amo troppo (2006)
- La seconda volta non si scorda mai (2008)
- Comboni (2008)
- L’Assalto (2014)
- Duisburg: linea di sangue (2019)

### Productor
- Quore de Federica Pontremoli (2002)
- Cresceranno i carciofi a Mimongo de Fulvio Ottaviano (1996)

### Escenògraf
- Cresceranno i carciofi a Mimongo de Fulvio Ottaviano (1996)